# Tomasz Grysa
Tomasz Krzysztof Grysa (ur. 16 października 1970 w Poznaniu) – polski duchowny rzymskokatolicki, doktor prawa kanonicznego, arcybiskup, nuncjusz apostolski na Madagaskarze i delegat apostolski na Komorach od 2022, nuncjusz apostolski na Seszelach i na Mauritiusie od 2023.

## Życiorys
Urodził się 16 października 1970 w Poznaniu, jest synem matematyka Krzysztofa Grysy oraz bratem specjalisty od arabistyki chrześcijańskiej Bartłomieja Grysy. W 1995 ukończył formację w Arcybiskupim Seminarium Duchownym w Poznaniu. Święceń prezbiteratu udzielił mu 25 maja 1995 w bazylice archikatedralnej Świętych Apostołów Piotra i Pawła w Poznaniu arcybiskup metropolita poznański Jerzy Stroba. W latach 1997–2001 przygotowywał się do służby dyplomatycznej na Papieskiej Akademii Kościelnej, którą rozpoczął 1 lipca 2001. Podjął również studia na Papieskim Uniwersytecie Gregoriańskim, gdzie w 2001 uzyskał doktorat z prawa kanonicznego.
Pracował jako sekretarz nuncjatur: w latach 2001–2003 w Rosji, w latach 2003–2008 w Indiach i Nepalu, w latach 2008–2011 w Belgii i w latach 2011–2013 w Meksyku. W latach 2013–2016 był radcą nuncjatury apostolskiej w Brazylii, zaś w latach 2016–2019 pracował w nuncjaturze apostolskiej przy ONZ. W latach 2019–2022 był pierwszym radcą nuncjatury apostolskiej w Jerozolimie.
27 września 2022 papież Franciszek mianował go nuncjuszem apostolskim na Madagaskarze i delegatem apostolskim na Komorach z obowiązkami delegata na Reunionie, wynosząc do godności arcybiskupa tytularnego Rubikonu. Święcenia biskupie otrzymał 1 listopada 2022 w bazylice archikatedralnej Świętych Apostołów Piotra i Pawła w Poznaniu. Głównym konsekratorem był kardynał Pietro Parolin, sekretarz stanu Stolicy Apostolskiej, a współkonsekratorami Stanisław Gądecki, arcybiskup metropolita poznański, i Marek Jędraszewski, arcybiskup metropolita krakowski. Jako zawołanie biskupie przyjął słowa „Adoro te devote” (Adoruję pobożnie), zaczerpnięte z hymnu eucharystycznego przypisywanego św. Tomaszowi z Akwinu. 9 lutego 2023 papież Franciszek mianował go dodatkowo nuncjuszem apostolskim na Seszelach, a 21 marca tegoż roku także na Mauritiusie.
Posługuje się językami: polskim, francuskim, włoskim, portugalskim, rosyjskim, hiszpańskim, łaciną oraz angielskim.